# Zelotes yogeshi
Zelotes yogeshi är en spindelart som beskrevs av Gajbe 2005. Zelotes yogeshi ingår i släktet Zelotes och familjen plattbuksspindlar. Inga underarter finns listade i Catalogue of Life.